# Membri ai Academiei Române - P
Aceasta este o listă a tuturor membrilor Academiei Române ale căror nume încep cu litera P, începând cu anul înființării Academiei Române (1866) până în prezent.
- Ion Pacea (1924 - 1999), pictor, membru de onoare (1993)
- Dimitrie S. Panaitescu-Perpessicius (1891 - 1971), critic, istoric literar, poet, membru titular (1955)
- Petre P. Panaitescu (1900 - 1967), istoric, filolog, membru corespondent (1934)
- Scarlat Panaitescu (1867 - 1938), general, membru corespondent (1919)
- Nicolae Panin (n. 1938), inginer geolog, membru corespondent (2003)
- Emanoil Pantazi (1870 - 1942), jurist, membru de onoare (1929)
- Cezar Papacostea (1886 - 1936), scriitor, traducător, membru corespondent (1935)
- Șerban Papacostea (1928 - 2018), istoric, membru corespondent (1990)
- Alexandru Papadopol-Calimah (1833 - 1898), istoric, publicist, om politic, membru titular (1876)
- Pericle Papahagi (1872 - 1943), filolog, lingvist, folclorist, membru corespondent (1916)
- Alexandru Papiu-Ilarian (1828 - 1877), istoric, filolog, membru titular (1868)
- Ioan P. Papp (1878 - 1959), jurist, membru de onoare (1946)
- Edgar Papu (1908 - 1993), eseist, critic literar, membru post-mortem (2006)
- Constantin I. Parhon (1874 - 1969), medic, membru titular (1939)
- Ștefan Pascu (1914 - 1998), istoric, membru titular (1974)
- Stefan Pașca (1901 - 1957), lingvist, filolog, membru corespondent (1955)
- Nicolae N. Patraulea (1916 - 2007), inginer, membru titular (1990)
- Nicolae Paulescu (1869 - 1931), medic, ales post-mortem (1990)
- Ionel S. Pavel (1897 - 1991), medic, membru titular (1990)
- Vasile Pavelcu (1900 - 1991), psiholog, membru titular (1974)
- Mircea Păcurariu (n. 1932), profesor de teologie, istoric, membru corespondent (1997)
- Gheorghe Păun (n. 1960), matematician, membru corespondent (1997)
- Ion Păun-Pincio (1868 - 1894), scriitor, ales post-mortem (1948)
- Zenobie Pâclișanu (1886 - 1958), teolog, istoric, membru corespondent (1919)
- Vasile Pârvan (1882 - 1927), arheolog, istoric, membru titular (1913)
- Ilie Pârvu (n. 1941), filosof, membru titular (2021)
- Constantin Pârvulescu (1890 - 1945), astronom, ales post-mortem (1991)
- Marius Sabin Peculea (1926 - 2023), inginer, membru titular (1993)
- Vespasian V. Pella (1897 - 1960), jurist, diplomat, membru corespondent (1941)
- Corneliu I. Penescu (1919 - 1982), inginer, membru corespondent (1963)
- Laurențiu-Ștefan Peterfi (n. 1937), biolog, botanist, membru corespondent (2003)
- Ștefan Péterfi (1906 - 1978), botanist, membru titular (1963)
- Gheorghe Petrașcu (1872 - 1949), pictor, membru titular (1936)
- Camil Petrescu (1894 - 1957), scriitor, membru titular (1948)
- Cezar Petrescu (1892 - 1961), scriitor, membru titular (1955)
- Mircea Petrescu (n. 1933), inginer, membru de onoare (din 2006)
- Nicolae Petrescu (1886 - 1954), filosof, sociolog, membru corespondent (1945)
- Paul C. Petrescu (1915 - 1977), fizician, membru titular (1974)
- Zaharia Petrescu (1841 - 1901), general, medic, membru corespondent (1885)
- Mircea Petrescu-Dâmbovița (1915 - 2013), istoric, arheolog, membru titular (1996)
- Dimitrie Petrino (1838 - 1878), poet, membru corespondent (1877)
- Emil Petrovici (1899 - 1968), lingvist, folclorist, membru titular (1948)
- Ion Petrovici (1882 - 1972), filosof, scriitor, om politic, membru titular (1934)
- Nicolae S. Petrulian (1902 - 1983), geolog, membru titular (1963)
- Alexandru Philippide (1859 - 1933), lingvist, filolog, membru titular (1900)
- Alexandru A. Philippide (1900 - 1979), scriitor, traducător, membru titular (1963)
- Ion Pillat (1891 - 1945), poet, traducător, membru corespondent (1936)
- Dionisie M. Pippidi (1905 - 1993), arheolog, epigrafist, istoric, membru titular (1990)
- Alexandru Piru (1917 - 1993), critic literar, membru post-mortem (2006)
- Gheorghe Platon (1926 - 2006), istoric, membru titular (1993)
- Antonie Plămădeală (1926 - 2005), mitropolit, membru de onoare (1992)
- George Plopu (1857 - 1940), jurist, membru de onoare (1934)
- Petrache Poenaru (1799 - 1875), inginer, matematician, inventator, pedagog, membru titular (1870)
- Gheorghe A. Polizu (1819 - 1886), medic, membru de onoare (1871)
- Dimitrie D. Pompeiu (1873 - 1954), matematician, membru titular (1934)
- Petru Poni (1841 - 1925), chimist, mineralog, membru titular (1879)
- Emil Pop (1897 - 1974), botanist, membru titular (1955)
- Gavriil Pop (1818 - 1883), preot, istoric, membru corespondent (1871)
- Ioan-Aurel Pop (n. 1955), istoric, membru corespondent (2001), actualul președinte al Academiei (din 2018)
- Mihai Pop (1907 - 2000), folclorist, etnolog, membru de onoare (2000)
- Traian Pop (1885 - 1960), jurist, membru de onoare (1948)
- Constantin Popa (n. 1938), medic, membru titular (2003)
- Grigore T. Popa (1892 - 1948), medic, membru corespondent (1936)
- Gheorghe Popa-Lisseanu (1866 - 1945), istoric, membru corespondent (1919)
- Nicolae Popea (1826 - 1908), episcop, istoric, cărturar, membru titular (1899)
- Alexe Popescu (1927 - 1974), inginer chimist, membru corespondent (1974)
- Dumitru Popescu (1929 - 2010), preot, profesor, membru de onoare (2001)
- Dumitru Radu Popescu ([[1935 - 2023), scriitor, membru titular (2006)
- Emilian Popescu (n. 1929), teolog, istoric, membru de onoare (din 2006)
- Ioan Popescu (1832 - 1892), pedagog, membru corespondent (1877)
- Ioan-Ioviț Popescu (n. 1932), fizician, membru titular (1990)
- Laurențiu Mircea Popescu (1944 - 2015), medic, membru titular (2001)
- Nicolae Popescu (1937 - 2010), matematician, membru corespondent (1997)
- Niculae M. Popescu (1881 - 1963), preot, istoric, membru titular (1923)
- Octavian Popescu (n. 1951), biolog, membru corespondent (2000)
- Ștefan Popescu (1872 - 1948), pictor, desenator, membru de onoare (1936)
- Tudor R. Popescu (1913 - 2004), jurist, membru de onoare (1993)
- Valerian C. Popescu (1912 - 2013), medic, membru corespondent (1963)
- Ion Gh. Popescu-Zeletin (1907 - 1974), inginer silvic, membru corespondent (1955)
- Lucia-Doina Popov (n. 1943), biochimistă, membru corespondent (2001)
- Vasile-Mihai Popov (n. 1928), inginer, membru corespondent (1963)
- Călin Popovici (1910 - 1977), astronom, astrofizician, geodez, ales post-mortem (1990)
- Constantin C. Popovici (1878 - 1956), matematician, astronom, membru de onoare (1946)
- Eusebiu Popovici (1838 - 1922), preot, profesor, membru de onoare (1908)
- Gheorghe Popovici (1863 - 1905), istoric, membru corespondent (1905)
- Gheorghe Popovici (1862 - 1927), preot, membru corespondent (1909)
- Ilie T. Popovici (1902 - 1982), medic veterinar, membru corespondent (1955)
- Titus Popovici (1930 - 1994), scriitor, membru corespondent (1974)
- Tiberiu Popoviciu (1906 - 1975), matematician, membru titular (1963)
- Eugen A. Pora (1909 - 1981), zoolog, ecofiziolog, oceanograf, membru titular (1963)
- Florian Porcius (1816 - 1906), botanist, membru titular (1882)
- Marius Porumb (n. 1943), istoric de artă, membru corespondent (1993)
- Tudorel Postolache (n. 1932), economist, membru titular (1990)
- Marin Preda (1922 - 1980), scriitor, membru corespondent (1974)
- Victor Preda (1912 - 1982), biolog, membru titular (1974)
- Constantin Prezan (1861 - 1943), mareșal, membru de onoare (1923)
- Alexandru Priadcencu (1902 - 1981), inginer agronom, membru corespondent (1952)
- Alexandru Proca (1897 - 1955), fizician, ales post-mortem (1990)
- Eugeniu Gh. Proca (1927 - 2004), medic, membru de onoare (1992)
- Ștefan Procopiu (1890 - 1972), fizician, membru titular (1955)
- Alexe Procopovici (1884 - 1946), lingvist, filolog, membru corespondent (1919)
- David Prodan (1902 - 1992), istoric, membru titular (1955)
- Iuliu Prodan (1875 - 1959), botanist, membru corespondent (1955)
- Nicolae Profiri (1886 - 1967), inginer, membru titular (1948)
- Ilarion Pușcariu (1842 - 1922), pedagog, istoric, membru de onoare (1916)
- Ioan Pușcariu (1824 - 1911), istoric, scriitor, membru titular (1900)
- Sextil Pușcariu (1877 - 1948), lingvist, filolog, membru titular (1914)
- Vasile Pușcaș (n. 1952), istoric,  membru corespondent (2021)